# Lilium philadelphicum
Lilium philadelphicum ist eine Art aus der Gattung der Lilien (Lilium) in der amerikanischen Sektion.

## Beschreibung
Lilium philadelphicum ist eine mehrjährige, krautige Pflanze, die Wuchshöhen von 40 cm bis 90 cm erreicht und bis zu 25 cm breit wird. Die Zwiebeln sind klein und bilden Rhizome aus.
Der Stängel ist hart und gerade, die Blätter sind schmal und lanzettförmig, und in Quirlen um den Stängel angeordnet.
Sie blüht in Juni und Juli in einer aufrechten schalen- bis sternförmigen Dolde aus eins bis sechs Blüten. Die zwittrigen, dreizähligen Blüten haben sechs stark zurückgebogene, gleichgeformte Blütenhüllblättern (Tepalen) (türkenbundform). Die Blüten haben einen Durchmesser von 75 mm bis zu 150 mm und variieren in der Farbe von orange bis dunkelrot, selten auch bräunlich, zur Basis hin meist hellerwerdend mit dunklen braunen Punkten. Die Tepalen sind zur Basis hin verschmälert und wie ein Nagel geformt. Die Nektarien sind dunkelbraun. Die Filamente tragen die Farbe der Tepalen, die Antheren sind dunkelbraun und die Pollen eher beige.
Die Samen reifen von August bis September und keimen sofortig- oder verzögert-hypogäisch, dabei erfolgt die Keimung binnen zwei bis vier Wochen.
Die Chromosomenzahl beträgt 2n = 24.

## Verbreitung und Standort
Diese Pflanzenart ist im Osten der Vereinigten Staaten verbreitet. Das Verbreitungsgebiet ist im Norden durch Maine und Ontario und im Süden durch North Carolina und West Virginia beschränkt.
Lilium philadelphicum ist vor allem in Wäldern verbreitet und stellt keine großen Ansprüche an den Boden, der einen pH-Wert zwischen 6,1 und 7,8 haben sollte. Der Standort sollte sonnig sein oder im Halbschatten liegen.

## Verwendung
Lilium philadelphicum hat medizinischen Nutzen. Tee aus den Zwiebeln wirkt fiebersenkend und kann bei Erkältungen angewendet werden. Die zerstoßene Zwiebel kann auf Wunden und Schwellungen äußerlich aufgetragen werden und beschleunigt die Heilung. Blütenteile sollen als Gegengift gegen bestimmte Spinnenbisse wirken.
Gekocht ist die Zwiebel genießbar, die gemahlene stärkereiche Zwiebel kann zum Andicken von Suppen oder Soßen verwendet werden.
Die Pflanze lässt sich nur schwer kultivieren und ist aus diesem Grund in Gärten nicht sehr weit verbreitet.